# ヒューマン中村
ヒューマン中村（ヒューマンなかむら、本名：中村 高志（なかむら たかし）、1983年9月8日 - ）は、吉本興業（東京本社）所属のお笑い芸人。NSC大阪校25期生。

## 人物
- 石川県七尾市出身。石川県立羽咋高等学校卒業[1]。
- 大喜利を得意とし、様々な大喜利イベントに出演。ダイナマイト関西next~西日本新人王決定戦~では準優勝。
- 以前は徳原秀俊（その後スパンキープロダクション所属→フリーのコンビ「るぅびぃず」として活動）とのコンビ「蝉丸」として活動。
- 芸名の名付け親は三浦マイルド[2]。
- ピン芸人になった時にネタ作りの参考にした中山功太を尊敬して、自身を「中山功太チルドレン」と称しており、『1on1』と称したタイマンネタバトルライブも行っている[3]。
- おジャ魔女どれみシリーズが好きで、DVDを全巻持っている[4]。
- 声優の寺島拓篤は高校の同級生。
- baseよしもと→5upよしもとに出演していたが、2013年2月に卒業。その後は、なんばグランド花月やよしもと漫才劇場に出演。
- 2024年6月より活動拠点を東京に移した[5]。

## 芸風
- フリップネタ
  - 「しょぼくしていこう」
  - 「こと war the 辞典」
  - 「僕たちの失敗」
  - 「ぽい言葉」
  - 「しりとりで言い返そう」
  - 「形容形容詞」
  - 「俳句バトル」
- コントネタ
  - これまでもソロライブやユニットライブなどで定期的に披露してきたが、最近はフリップを使用しないコントネタを中心としたソロライブも併せて行っている[6]。R-1ぐらんぷり2020ではコントネタで決勝に進出した。

## 出演

### テレビ
- オンバト+（NHK総合） - 戦績4勝0敗 最高517KB 視聴者投票歴代最高数を獲得（3950票）
- 第32回 ABCお笑い新人グランプリ（朝日放送） - あいはらコレクション
- 石川さん情報Live リフレッシュ（2011年2月17日、石川テレビ放送）
- 爆生レッドカーペット（フジテレビ） - キャッチコピーは「言葉の遊び人」
- 笑い飯・千鳥の舌舌舌舌（サンテレビ）
- エンタの神様（日本テレビ）
- 『ぷっ』すま（テレビ朝日）
- オールザッツ漫才（毎日放送）
- かまちょ（毎日放送、2019年4月 - 2020年3月） - 6組の芸人が交替でリポーターを担当。火 - 木出演
- ニュース きん5時（NHK総合・NHK大阪放送局制作、2021年4月 - 2024年3月） - ナレーター ※2024年2月2日のみコメンテーターとして生出演
- かまいたちの机上の空論城（関西テレビ）-  不定期出演

### ラジオ
- 笑い飯の金曜おたのしみアワー（MBSラジオ）
- 松井愛のすこ〜し愛して★（MBSラジオ）
- ヒューマン中村のネガ充しようぜっ!（MBSラジオ）
- e-joy（FM滋賀）- 月曜レギュラー

## 賞レース等の戦歴

### R-1ぐらんぷり／R-1グランプリ
| 年                                                | 結果         | 会場                       | 日程          | 備考                                |
| ------------------------------------------------- | ------------ | -------------------------- | ------------- | ----------------------------------- |
| 2010年                                            | 準決勝進出   | 【大阪】なんばグランド花月 | 2010年2月10日 |                                     |
| 2011年                                            | 決勝進出     | 【東京】フジテレビ         | 2011年2月11日 |                                     |
| 2012年                                            | 決勝進出     | 【東京】フジテレビ         | 2012年3月20日 |                                     |
| 2013年                                            | 決勝2位      | 【東京】フジテレビ         | 2013年2月12日 |                                     |
| 2014年                                            | 決勝進出     | 【東京】フジテレビ         | 2014年3月4日  |                                     |
| 2015年                                            | 決勝進出     | 【東京】フジテレビ         | 2015年2月10日 | 敗者復活ステージから1位で決勝進出。 |
| 2016年                                            | 準決勝進出   | 【大阪】なんばグランド花月 | 2016年2月25日 |                                     |
| 2017年                                            | 準決勝進出   | 【東京】メルパルクホール   | 2017年2月20日 |                                     |
| 2018年                                            | 準決勝進出   | 【東京】日本消防会館       | 2018年2月12日 |                                     |
| 2019年                                            | 準々決勝進出 | 【大阪】なんばグランド花月 | 2019年2月5日  |                                     |
| 2020年                                            | 決勝進出     | 【東京】フジテレビ         | 2020年3月8日  |                                     |
| （2021年 - 2023年は、当時の芸歴制限により不参加） |              |                            |               |                                     |
| 2024年                                            | 準決勝進出   | 【東京】有楽町朝日ホール   | 2024年2月11日 |                                     |
| 2025年                                            | 準決勝進出   | 【大阪】NEW PIER HALL      | 2025年2月2日  |                                     |

### その他
- 2021年 - 第6回上方漫才協会大賞 文芸部門賞
- 2021年 - R-1ぐらんぷりクラシック MVP
- 2021年 - P-1グランプリ 優勝（「かまいたちの机上の空論城」）

## 著作
- おもしろ漢字辞典 こんな漢じでどうですか? （2022年3月31日、KADOKAWA）ISBN : 978-4041124581